# Maturité gymnasiale en Suisse
Pour un article plus général, voir Maturité (certificat).
 (septembre 2016).
Améliorez-le ou discutez des points à vérifier. 
 (avril 2014).
Si vous disposez d'ouvrages ou d'articles de référence ou si vous connaissez des sites web de qualité traitant du thème abordé ici, merci de compléter l'article en donnant les références utiles à sa vérifiabilité et en les liant à la section « Notes et références ».

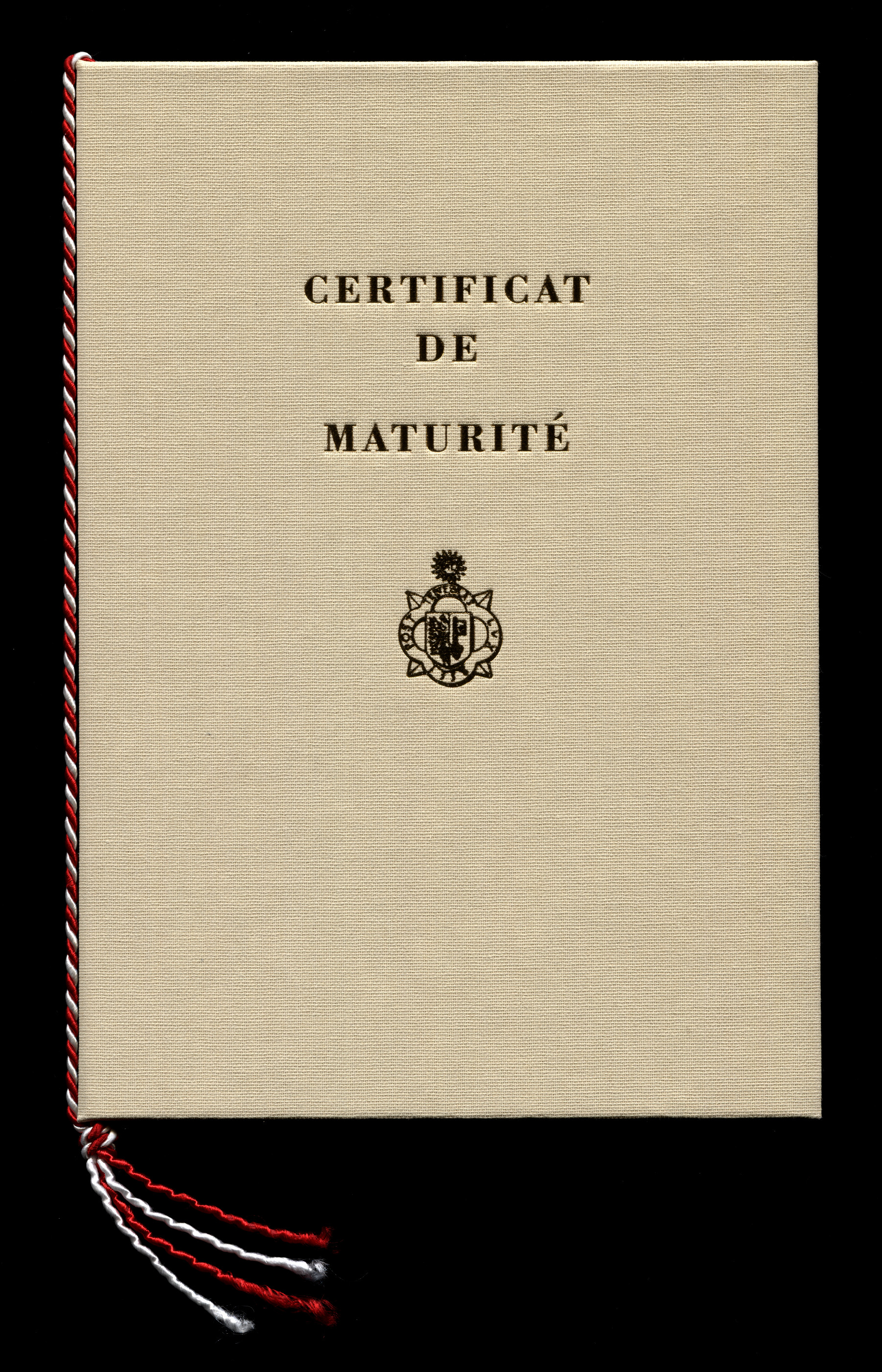
Certificat de maturité genevois.

En Suisse, la maturité gymnasiale (allemand : gymnasiale Maturität / Matur(a) ; italien : maturità ginnasiale ; romanche : maturitad gimnasiala) est un certificat de fin d'études qui s'obtient dans une école de maturité (appelée gymnase, collège ou lycée selon les cantons). De façon générale, la maturité gymnasiale atteste une maturité personnelle acquise dans un cadre scolaire qui se distingue par un haut niveau de connaissance et de culture générale. La maturité gymnasiale certifie trois (Jura, Vaud, Neuchâtel), quatre (Fribourg, Genève) ou même cinq (Valais) années (selon les cantons) de programme d'études qui suivent l'école obligatoire. Elle permet un accès direct à toutes les universités et écoles polytechniques fédérales de Suisse. L'accès aux hautes écoles spécialisées demande en complément un stage pratique d'une année, parfois même un examen d'admission. Si historiquement la maturité gymnasiale est le premier certificat de maturité proposé en Suisse, elle constitue aujourd'hui avec la maturité professionnelle et la maturité spécialisée un des trois piliers qui mènent vers une formation supérieure.
Selon que la maturité a été délivrée à la suite d'un examen cantonal ou fédéral (ce qui permet aux élèves de l'enseignement privé d'accéder à ce diplôme), on distingue la maturité cantonale de la maturité fédérale. Dans les faits, il n'y a aucune différence de reconnaissance entre ces deux diplômes sur le plan national, mais entre un certificat de maturité fédérale et un certificat de maturité cantonale, ce dernier est reconnu seulement sur le territoire suisse pour l'entrée en facultés suisses et autres universités helvétiques (selon l'ordonnance fédérale du 15 février 1995 sur la reconnaissance des certificats de maturité gymnasiale et le Règlement de la CDIP du 16 janvier 1995 sur la reconnaissance des certificats de maturité gymnasiale).

## Maturité cantonale
La maturité cantonale clôt les études secondaires supérieures dans les établissements scolaires publics. Elle relève de la compétence des cantons et est reconnue sur tout le territoire suisse depuis 2006 au contraire de la maturité fédérale qui est reconnue en dehors de la Suisse. Selon les cantons, 3 à 5 ans de scolarité post-obligatoire sont nécessaires pour se présenter aux examens. Ces derniers comportent les branches qui composent la maturité fédérale ainsi que les éventuelles branches exigées au niveau cantonal comme la philosophie. Le programme est similaire à celui de la maturité fédérale mais souvent plus approfondi que ce dernier.

## Maturité fédérale
(avril 2014).
- Si vous ne connaissez pas le sujet, laissez ce bandeau (vous pouvez alors contacter les auteurs).
- Si vous supprimez le contenu mis en cause (vous pouvez préalablement contacter les auteurs),

argumentez précisément cette suppression dans la page de discussion
(un manque de référence n'est pas un argument ; une recherche réelle de référence doit avoir été effectuée, être formellement documentée).
Les examens de maturité fédérale sont organisés trois fois l'an (en février, en juin dans le canton du Tessin, et en août) dans les trois régions linguistiques par le Secrétariat d'État à l'éducation et à la recherche et se déroulent en deux partiels. Les candidats peuvent s'inscrire à la maturité fédérale sans avoir fréquenté d'école de maturité, même en tant qu'autodidactes. La majorité des candidats est cependant issue d'écoles privées.
L'organisation de l'examen a connu d'importantes modifications il y a quelques années (disparition des sections latine, scientifique, socio-économique, moderne, nouveau mode de calcul des moyennes, etc.). L'examen de la maturité fédérale est considéré comme plus difficile[pas clair] que l'examen cantonal car les notes de l'année ne sont pas prises en compte, les examens sont rédigés par une commission indépendante et les candidats ne sont pas interrogés par leurs professeurs. Cependant les candidats bénéficiant d'établissements privés (majorité des candidats à la maturité fédérale) ont souvent un programme ciblé pour réussir l'examen final. La maturité fédérale est reconnue à l'étranger cependant la maturité cantonale est souvent considérée plus difficile à terminer[pas clair].

### Premier partiel
La première partie est composée de six examens. Tous les examens ont une pondération égale à 1.
Les disciplines examinées peuvent être regroupées en trois groupes :
- Domaine des sciences humaines : histoire et géographie.
- Domaine des sciences expérimentales : biologie, chimie et physique.
- Domaine des arts : arts visuels ou musique.

Les examens de première partie durent 1 h 20 à l'exception des arts visuels (3 h) et de la musique (oral)

### Second partiel
La seconde partie est composée de six (sept en comptant le TM) disciplines. Les examens ont généralement une pondération supérieure aux examens de première partie.
Les disciplines examinées sont les suivantes. (La pondération est entre parenthèses.).
- Français (3) : écrit (dissertation) et oral (analyse de texte)[Information douteuse].
- Allemand ou italien (2 ou 3) : écrit (texte inconnu et rédaction) et oral (analyse de texte)[Information douteuse].
- Anglais (2 ou 3) : écrit (texte inconnu et dissertation) et oral (analyse de texte).
- Mathématiques (2 ou 3) : écrit (4 problèmes à résoudre) et oral (démonstration de théorème).
- Option spécifique (3) : mathématiques-physique, biochimie, économie-droit, arts visuels, espagnol, russe, etc.) : écrit et oral.
- Option complémentaire (1) : physique, chimie, biologie, géographie, histoire, philosophie, etc.) : oral.
- Travail de Maturité (1) : écrit et oral (soutenance). Seuls les travaux de type recherche sont acceptés, contrairement à la maturité cantonale.

Le candidat choisit une option forte (allemand ou italien, mathématiques, anglais) qui aura une pondération de 3. Les examens de seconde partie durent 3 h à l'exception du français et des mathématiques (4 h).
À noter que l'option complémentaire ne doit pas être la même que l'option spécifique.

### Calcul des points
Le total de la pondération est de 21 points. Les prestations sont exprimées en notes entières et en demi-notes. La meilleure note est 6 ; la plus mauvaise est 1. Les notes en dessous de 4 sanctionnent des prestations insuffisantes.
L'examen de maturité est réussi si le candidat :
- a obtenu un total supérieur à 105 points (moyenne générale de 5).

Si ce total n'est pas atteint, l'examen est également réussi si le candidat :
- a obtenu un total de 84 (moyenne générale de 4) à 105 points et
- la somme pondérée des écarts de points par rapport à 4 dans ces disciplines soit inférieure ou égale à 7. (par exemple : si l'élève a eu 3 en français, 3 étant 1 en dessous de 4, multiplié par le coefficient de la branche (français est coefficient 3), donc cela fait déjà 3 en dessous, etc.) ;
- n'a pas plus de 4 notes inférieures à 4.

## Travail de Maturité (TM)
Ce travail se fait par des collégiens et collégiennes, ceux-ci le commencent (en fonction des cantons) soit en début de 2e semestre de la 3e année du collège et se finit en 4e année, soit en début de 3e année et se finit en mars de la même année scolaire (que le cursus compte 3 ou 4 ans). 
Il y a 2 catégories de TM principales : les TM de recherche, les TM artistiques. Parmi les cantons, des catégories peuvent être ajoutées. Par exemple à Genève, il existe également des TM extra-scolaire qui permettent aux élèves de réaliser certaines activées hors du domaine artistique. Les travaux de maturité fédérale sont uniquement de type recherche. De plus, le travail de maturité ne doit pas forcément être lié à une discipline de la maturité. Pour chaque catégorie, la rédaction d’un commentaire plus ou moins conséquent est demandé. Le sujet peut être choisi par l’élève ou imposé par le professeur en fonction des cantons. De plus, ce travail peut être réalisé seul ou par groupe (par 2). Les critères d’évaluation sont adaptés en fonction. 
Généralement, la rédaction du commentaire fait une vingtaine de pages ou environ 6’000 mots. Il peut y avoir des différences entre cantons. Par exemple, pour le canton de Genève, un travail de recherche individuel exige la réalisation d’un commentaire de 6’000 mots minimum (pour les groupes 7’000). Pour les travaux artistiques, un minimum de 3’000 mots est requis (3’500 mots pour les groupes) et pour les travaux extra-scolaires, un minimum de 4’000 mots est demandé (4’500 mots pour les groupes). Pour le canton de Vaud, les élèves doivent réaliser un dossier d’une vingtaine de pages seul ou d’une trentaine de pages s’ils sont par deux. 
L'élève est accompagné d'un maître de TM qui l'aidera à faire ce travail.
Après édition de ce TM, les collégiens doivent avoir une soutenance (40 min en individuel et 45 min en groupe), qui consiste à défendre leur travail par oral et ils seront notés dessus.
La note du TM dépend notamment de 3 facteurs :
1. La progression ainsi que l’accomplissement des taches demandées dans un délais imparti (suivi du travail) ;
2. Qualité du travail rendu (soit le dossier écrit ou la présentation pratique) ;
3. Pertinence et la qualité de la soutenance ;